# Verbandsgemeinde Kirchheimbolanden

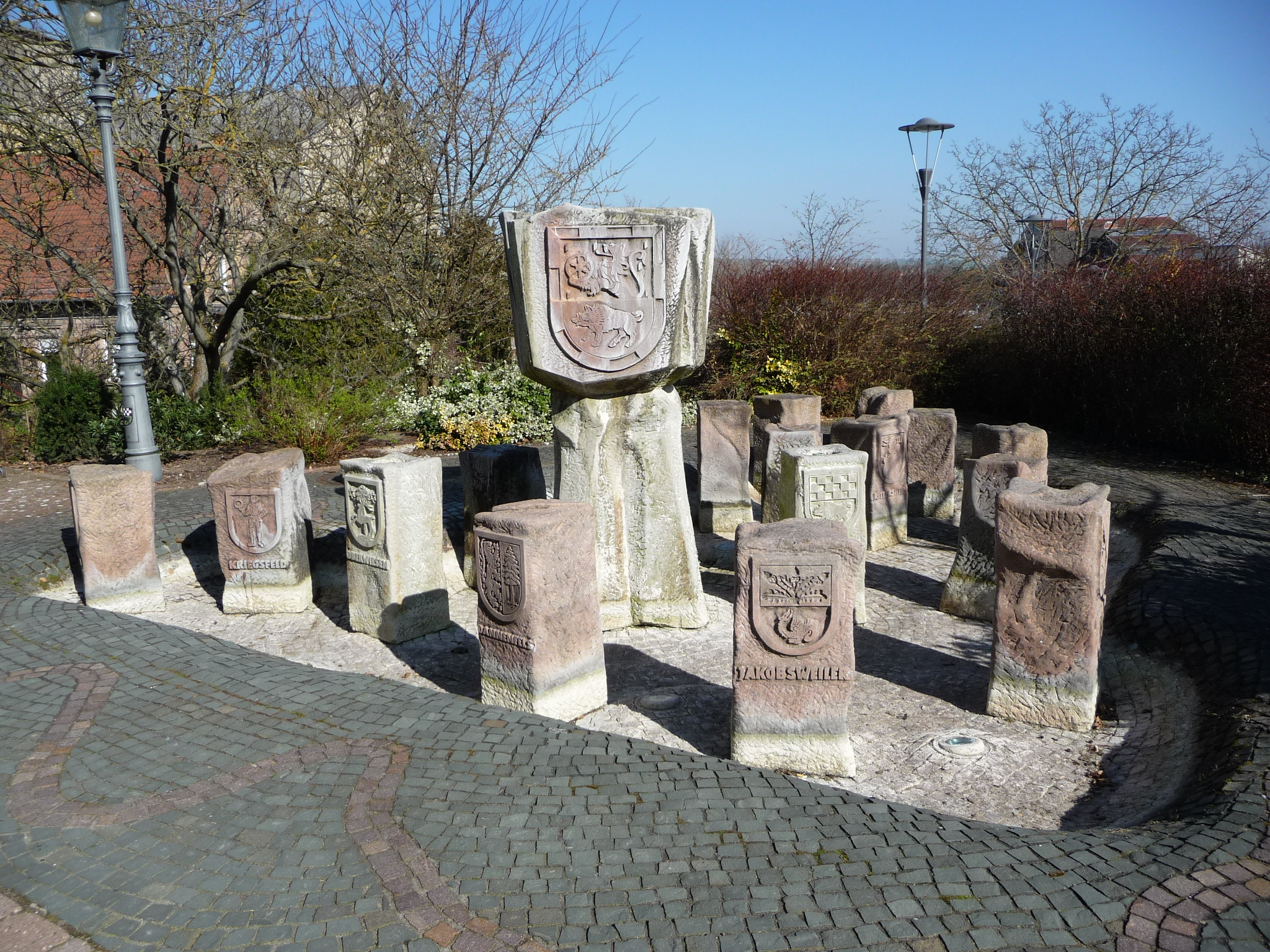
Brunnen mit den Wappen der Gemeinden in Kirchheimbolanden

Die Verbandsgemeinde Kirchheimbolanden ist eine Gebietskörperschaft im Donnersbergkreis in Rheinland-Pfalz. Der Verbandsgemeinde gehören die Stadt Kirchheimbolanden sowie 15 weitere Ortsgemeinden an, deren Verwaltungssitz in der namensgebenden Stadt Kirchheimbolanden ist.

## Verbandsangehörige Gemeinden
| Ortsgemeinde, Stadt                | Fläche (km²) | Einwohner |
| ---------------------------------- | ------------ | --------- |
| Bennhausen                         | 1,49         | 151       |
| Bischheim                          | 6,61         | 787       |
| Bolanden                           | 17,44        | 2.470     |
| Dannenfels                         | 15,79        | 896       |
| Gauersheim                         | 5,25         | 680       |
| Ilbesheim                          | 6,11         | 607       |
| Jakobsweiler                       | 2,40         | 246       |
| Kirchheimbolanden, Stadt           | 26,35        | 8.067     |
| Kriegsfeld                         | 26,41        | 979       |
| Marnheim                           | 9,95         | 1.803     |
| Morschheim                         | 6,50         | 785       |
| Mörsfeld                           | 5,25         | 459       |
| Oberwiesen                         | 1,61         | 566       |
| Orbis                              | 5,68         | 698       |
| Rittersheim                        | 3,95         | 193       |
| Stetten                            | 6,54         | 661       |
| Verbandsgemeinde Kirchheimbolanden | 147,33       | 20.048    |

(Einwohner am 31. Dezember 2023)

## Bevölkerungsentwicklung
Die Entwicklung der Einwohnerzahl bezogen auf das Gebiet der heutigen Verbandsgemeinde Kirchheimbolanden; die Werte von 1871 bis 1987 beruhen auf Volkszählungen:
| Jahr | Einwohner |
| 1815 | 8.195     |
| 1835 | 12.267    |
| 1871 | 12.198    |
| 1905 | 12.652    |
| 1939 | 13.101    |
| 1950 | 15.466    |

| Jahr | Einwohner |
| 1961 | 15.382    |
| 1970 | 15.580    |
| 1987 | 15.460    |
| 1997 | 18.732    |
| 2005 | 19.749    |
| 2023 | 20.048    |

## Politik

### Verbandsgemeinderat
Der Verbandsgemeinderat Kirchheimbolanden besteht aus 36 ehrenamtlichen Ratsmitgliedern, die bei der Kommunalwahl am 9. Juni 2024 in einer personalisierten Verhältniswahl gewählt wurden, und der hauptamtlichen Bürgermeisterin als Vorsitzender. Bis zur Wahl 2024 hatte der Verbandsgemeinderat 32 Ratsmitglieder, die Erhöhung auf 36 Sitze war nach rheinland-pfälzischem Wahlrecht durch die gestiegene Einwohnerzahl der Gebietskörperschaft notwendig geworden.
Die Sitzverteilung im Verbandsgemeinderat:
| Wahl | SPD | CDU | GRÜNE | AfD | FDP | LINKE | FWG | Gesamt   |
| ---- | --- | --- | ----- | --- | --- | ----- | --- | -------- |
| 2024 | 9   | 9   | 3     | 6   | 1   | –     | 8   | 36 Sitze |
| 2019 | 7   | 8   | 5     | –   | 2   | 1     | 9   | 32 Sitze |
| 2014 | 10  | 9   | 3     | –   | 1   | 1     | 8   | 32 Sitze |
| 2009 | 11  | 9   | 3     | –   | 2   | 1     | 6   | 32 Sitze |
| 2004 | 9   | 11  | 2     | –   | 2   | –     | 8   | 32 Sitze |

- FWG = Freie Wählergruppe Verbandsgemeinde Kirchheimbolanden e. V.

### Bürgermeisterin
Sabine Wienpahl (SPD) wurde am 1. Oktober 2021 zur hauptamtlichen Bürgermeisterin der Verbandsgemeinde Kirchheimbolanden vereidigt. Bei einer Stichwahl am 28. März 2021 hatte sie sich mit einem Stimmenanteil von 59,8 % gegen Reiner Bauer (parteilos, unterstützt von CDU und FWG) durchgesetzt, nachdem bei der Direktwahl am 14. März keiner der ursprünglichen drei Bewerber eine ausreichende Mehrheit erreicht hatte.
Wienpahls Vorgänger Axel Haas hatte das Amt seit 1997 ausgeübt, kandidierte 2021 aus Altersgründen aber nicht mehr. Zum 1. Oktober 2021 trat er seinen Ruhestand an.

## Wirtschaft und Infrastruktur

### Verkehr
Kirchheimbolanden ist Endpunkt der Donnersbergbahn. Marnheim verfügt über einen Bahnhof an der Zellertalbahn.

### Medien
Das Amtsblatt der Verbandsgemeinde erscheint wöchentlich im Wochenblatt.

### Bildung
Die Verbandsgemeinde ist Trägerin von 5 Grundschulen an 6 Standorten.
| Ort der Schule                                        | Zuständig für:                                               |
| ----------------------------------------------------- | ------------------------------------------------------------ |
| Grundschule Bolanden-Dannenfels (Standort Dannenfels) | Bennhausen, Dannenfels, Jakobsweiler                         |
| Grundschule Bolanden-Dannenfels (Standort Bolanden)   | Bolanden                                                     |
| Grundschule Kirchheimbolanden                         | Bischheim, Kirchheimbolanden, Morschheim, Orbis, Rittersheim |
| Grundschule Kriegsfeld                                | Kriegsfeld, Mörsfeld, Oberwiesen                             |
| Grundschule Marnheim                                  | Marnheim                                                     |
| Grundschule Stetten                                   | Gauersheim, Ilbesheim, Stetten                               |

Weiterführende Schulen werden vom Donnersbergkreis getragen.